# Campeonato Brasileiro de Ginástica de Trampolim de 2023
O Campeonato Brasileiro de Ginástica de Trampolim de 2023 foi realizado de 7 a 11 de junho de 2023 na Arena UniBH em Belo Horizonte, Minas Gerais.

## Calendário
Sexta-feira, 9 de junho
- 14:20 a 15:00 - Qualificatória Trampolim Sincronizado Elite Masculino e Feminino
- 15:00 a 15:40
  - Qualificatória Trampolim Individual Junior B Feminino
  - Qualificatória Duplo-Mini Trampolim Elite Masculino e Feminino
- 15:40 a 16:20 - Qualificatória Trampolim Individual Junior B Masculino
- 16:20 a 17:00 - Qualificatória Trampolim Individual Junior Feminino (Grupo 1)
- 17:00 a 17:40 - Qualificatória Trampolim Individual Junior Feminino (Grupo 2)
- 17:40 a 18:20 - Qualificatória Trampolim Individual Junior Masculino
- 18:20 a 18:40 - Final Trampolim Sincronizado Elite Masculino e Feminino

Sábado, 10 de junho
- 14:20 a 15:00
  - Qualificatória Trampolim Sincronizado Junior B Masculino e Feminino
  - Qualificatória Trampolim Sincronizado Junior Masculino
- 15:00 a 15:40 - Qualificatória Trampolim Sincronizado Junior Feminino
- 15:40 a 16:20 - Qualificatória Trampolim Individual Elite Feminino
- 16:20 a 17:00 - Qualificatória Trampolim Individual Elite Masculino (Grupo 1)
- 17:00 a 17:40 - Qualificatória Trampolim Individual Elite Masculino (Grupo 2)
- 18:20 a 19:00 - Qualificatória Duplo-Mini Trampolim Junior Masculino e Feminino
- 19:00 a 19:30 - Qualificatória Duplo-Mini Trampolim Junior B Masculino e Feminino

Domingo, 11 de junho
- 09:30 a 10:00 - Final Trampolim Sincronizado Elite Masculino
- 10:00 a 10:30 - Final Trampolim Sincronizado Junior Feminino
- 10:30 a 11:00 - Final Trampolim Individual Junior B Feminino
- 11:00 a 11:30
  - Final Trampolim Individual Junior B Masculino
  - Final Duplo-Mini Trampolim Elite Masculino
- 11:30 a 12:00
  - Final Trampolim Individual Junior Feminino
  - Final Duplo-Mini Trampolim Junior B Feminino
- 12:00 a 12:30
  - Final Trampolim Individual Junior Masculino
  - Final Duplo-Mini Trampolim Junior Feminino
- 12:30 a 13:00 - Final Trampolim Individual Elite Feminino
- 13:00 a 13:30 - Final Trampolim Individual Elite Masculino

## Medalhistas

### Elite
| Evento       | Ouro                                        | Prata                                        | Bronze                                     |
| ------------ | ------------------------------------------- | -------------------------------------------- | ------------------------------------------ |
| Masculino    |                                             |                                              |                                            |
| Individual   | Rayan Dutra Minas Tênis Clube               | Gabriel Miranda Instituto Trampolim          | Igor Ouriques ADESVA                       |
| Sincronizado | Minas Tênis Clube Gabriel Sousa Rayan Dutra | AGTC Rafael Andrade Vinicius Celestino       | AGTC Deyvisson Gonçalves Wallace Celestino |
| Duplo-Mini   | Deyvisson Gonçalves AGTC                    | Wallace Celestino AGTC                       | Matheus Vieira Instituto Trampolim         |
| Feminino     |                                             |                                              |                                            |
| Individual   | Maria Luiza Oliveira NGTF                   | Ana Luiza Soares AGTC                        | Alice Albuquerque Minas Tênis Clube        |
| Sincronizado | AGTC Ana Luiza Soares Julia Rocha           | AGTC Jennifer Santos Maria Eduarda Damasceno | —                                          |
| Duplo-Mini   | Estefane Amancio Instituto Trampolim        | Maria Eduarda Damasceno AGTC                 | Thais Carneiro Instituto Trampolim         |

### Junior
| Evento       | Ouro                                                   | Prata                                      | Bronze                                                     |
| ------------ | ------------------------------------------------------ | ------------------------------------------ | ---------------------------------------------------------- |
| Masculino    |                                                        |                                            |                                                            |
| Individual   | Arthur Ferreira Instituto Trampolim                    | Icaro Amorim Minas Tênis Clube             | Isaac Braga AGTC                                           |
| Sincronizado | Instituto Trampolim Kauã Oliveira Arthur Ferreira      | AGTC Isaac Braga Pedro Carvalho            | Prefeitura Municipal de Piraí Marcos Pedro Guilherme Pinto |
| Duplo-Mini   | Guilherme Pinto Prefeitura Municipal de Piraí          | Marcos Pedro Prefeitura Municipal de Piraí | João Alves Instituto Trampolim                             |
| Feminino     |                                                        |                                            |                                                            |
| Individual   | Gabriela Rodrigues AGTC                                | Clara Vasconcelos AGTC                     | Alyssa Terra Minas Tênis Clube                             |
| Sincronizado | Instituto Trampolim Sara Ferreira Maria Luiza Marcante | AGTC Sofia Morais Eduarda Vicente          | CT Ramirez Pala Millena Dutra Estela de Paulo              |
| Duplo-Mini   | Maria Luiza Marcante Instituto Trampolim               | Maria Almeida Club Athletico Paulistano    | Eduarda Vicente AGTC                                       |

### Junior B
| Evento       | Ouro                                             | Prata                                                | Bronze                                           |
| ------------ | ------------------------------------------------ | ---------------------------------------------------- | ------------------------------------------------ |
| Masculino    |                                                  |                                                      |                                                  |
| Individual   | Pedro Carvalho AGTC                              | Erick Cunha Minas Tênis Clube                        | João Santos CT Ramirez Pala                      |
| Sincronizado | Minas Tênis Clube Arthur Silva Gabriel Rodrigues | Instituto Trampolim Heitor Mendes Henrique Malaquias | —                                                |
| Duplo-Mini   | Pedro Cavalho AGTC                               | Antonio Cunha Prefeitura Municipal de Piraí          | Henrique Malaquias Instituto Trampolim           |
| Feminino     |                                                  |                                                      |                                                  |
| Individual   | Sofia Morais AGTC                                | Laura Murta Minas Tênis Clube                        | Isa Laguna Minas Tênis Clube                     |
| Sincronizado | AGTC Izabelly Carvalho Ana Cecília Perdigão      | Minas Tênis Clube Ana Helena Freire Joana Martins    | Instituto Trampolim Letícia Araújo Isabela Pinto |
| Duplo-Mini   | Yasmin Silva Club Athletico Paulistano           | Marcella Tagliarini Club Athletico Paulistano        | Kemilly Souza Club Athletico Paulistano          |